# ムケシュ・アンバニ
ムケシュ・アンバニ（英語：Mukesh Ambani, ヒンディー語：मुकेश अंबानी, 1957年4月19日 -）は、インドの実業家。インド最大の民間企業であるリライアンス・インダストリーズの会長であり、筆頭株主(48%)でもある。

## 経歴
スタンフォード大学のビジネススクールを中退後、父ディルバイ・アンバニが創業した、リライアンスに入社した。
実弟のアニル・アンバニとは父の財閥の支配権や遺産相続をめぐって争いを繰り広げ、兄弟2人で財閥を分割し、それぞれ独立して活動を続けていた。ムケシュは、リライアンス・インダストリーズを繊維メーカーから巨大な石油化学メーカーに成長させるも、弟アニルとお互いの専門分野には手を出さないと交わした約束をアニルが経営を引き継いだ通信産業に参入して破り、リライアンス・インダストリーズの子会社リライアンス・ジオとの熾烈な低価格競争で2017年にアニルのリライアンス・コミュニケーションズは倒産に追い込まれることとなった。しかし、ムケシュは資産買収案の提示や債務返済金の肩代わりなど弟の救済に乗り出してアニルに感謝された。
2018年に中国の馬雲（ジャック・マー）を超えてアジア一の富豪となった。
2023年、フォーブスの世界長者番付で世界9位にランクされた（純資産は834億ドルであり、アジアで第一位）。2024年には次男の結婚式が行われたが、結婚式の費用は総額950億円に達し、期間も5ヶ月にわたるものであった。結果的に財閥の経済力や影響力を誇示するものとなった。

## 自宅

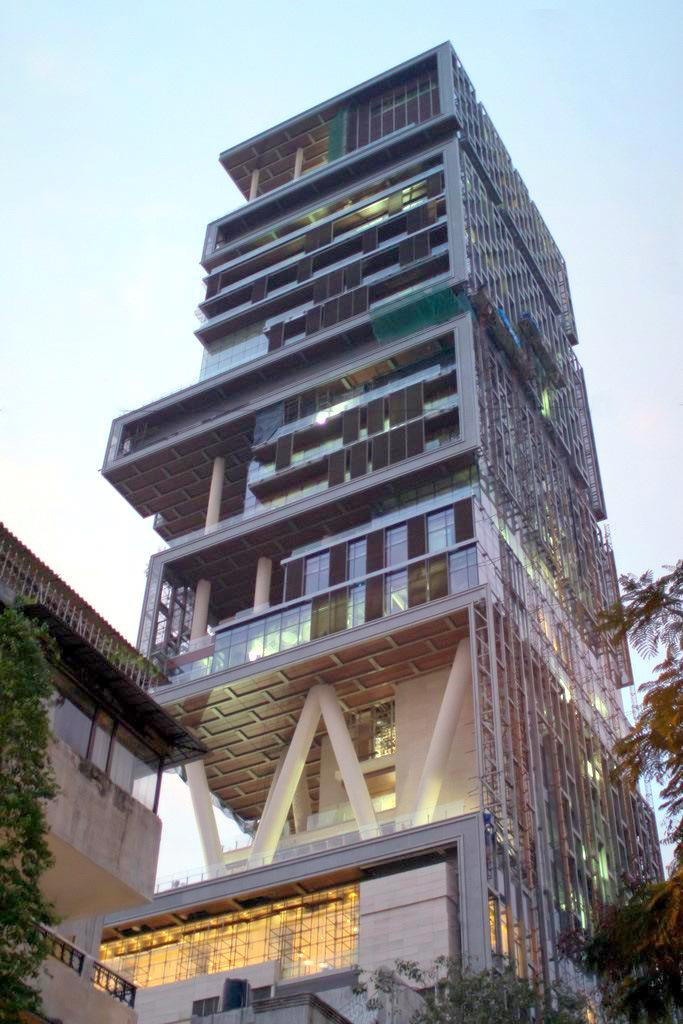
アンティリア

ムンバイ中心部の一等地に、世界最高額（総工費870億円）といわれる、地上約170mの自宅（アンティリア）を所有している。このビルは、通常であれば60階ほどになるところを、各階ごとの高さを多めに採り、27階建てにした贅沢な造りとなっている。この建物は、ヴァーストゥ・シャーストラという風水に似た、インドの伝統的な建築デザインに基づいているといわれている。

## クリケットとの関係
クリケットファンであり、熱烈な支持者として知られる。クリケットはインドで圧倒的に一番人気のスポーツであり、最も象徴的な現代エンターテインメントとも言われ、ボリウッド映画より人気が高いと評される。インドのプロクリケットリーグのインディアン・プレミアリーグ（IPL）に所属しているムンバイ・インディアンスを買収し、所有している。2022年のフォーブスの発表によると、ムンバイ・インディアンスの資産価値は13億ドルであり、北米4大プロスポーツリーグのチームに劣らない規模がある。またチームには、クリケットインド代表キャプテンのロヒット・シャルマやジャスプリット・ブムラなど有力選手も所属しており、IPLでの優勝回数は最多タイの5回である。他にもアメリカのプロクリケットリーグのメジャーリーグクリケット（MLC）に所属しているMIニューヨークを妻のニタ・アンバニと共に所有している。